# فريد سيد
فريد سيد (بالفرنسية: Farid Sid)‏ هو لاعب دوري الرغبي فرنسي، ولد في 27 مارس 1979 في بيربينيا في فرنسا.

## وصلات خارجية
- فريد سيد على موقع سلسلة سباعيات الرغبي العالمية - رجال (الإنجليزية)
- فريد سيد على موقع ItsRugby.co.uk (الإنجليزية)